# Sicco Mansholt
Sicco Leendert Mansholt (Ulrum, 13 september 1908 – Wapserveen, 29 juni 1995) was een Nederlandse boer, politicus en verzetsstrijder tijdens de Tweede Wereldoorlog.

## Jeugd
Mansholt kwam uit een socialistisch gezin van Groningse herenboeren. Zijn vader Lambertus en grootvader Derk Roelof Mansholt steunden voorvechters als Multatuli, Domela Nieuwenhuis en Troelstra.
Zijn vader Lambertus H. Mansholt was voor de SDAP lid van de Groningse Provinciale Staten en gedeputeerde. Zijn moeder Wabien Mansholt-Andreae, dochter van de kantonrechter Sicco Leendert Andreae (1840-1911), had als een van de eerste vrouwen van het land politieke wetenschappen gestudeerd en organiseerde politieke huisbijeenkomsten voor vrouwen. Mansholt had zijn voornamen aan de vader van zijn moeder te danken.
Mansholt bezocht de HBS in Groningen en ging daarna naar de Tropische Landbouwschool in Deventer, waar hij een opleiding volgde tot tabaksplanter die hij in 1929 voltooide. Hierna werkte hij op het Landbouwcrisisbureau. In 1934 vertrok hij naar Preanger op Java om daar te werken op een theeplantage. Het koloniale systeem benauwde hem echter en daarom keerde hij in 1936 weer terug naar Nederland. Hij wilde boer worden en vestigde zich in 1937 in de pas in cultuur gebrachte Wieringermeer, waar hij een landbouwbedrijf exploiteerde. Hij werd er lid van de SDAP, werd secretaris van de plaatselijke SDAP-afdeling en bekleedde verschillende andere openbare functies in de Wieringermeer.

## Gezin
Mansholt trouwde in 1938 met Henny J. Postel. Zij kregen vier kinderen, Gajus, Lideke, David Jan en Theda.

## Verzet
Gedurende de oorlogsjaren was Mansholt actief in het verzet. Hij verborg niet alleen onderduikers in de Wieringermeerpolder afkomstig van het Joodse Werkdorp Nieuwesluis; hij organiseerde ook de clandestiene voedselvoorziening voor de westelijke provincies. Mansholt werd in april 1945 op grond van zijn positie in de voedselvoorziening en vanwege zijn goede contacten in het verzet waarnemend burgemeester van de gemeente Wieringermeer, dat in oorlogstijd op 17 april 1945 moedwillig onder water was gezet door de Duitsers. Die functie was voorbestemd voor wethouder en verzetsstrijder Adrie de Graaf, maar die werd net voor de bevrijding door de Nazi's vermoord. Het burgemeesterschap van Mansholt duurde nog geen maand.

## Ministerschap
In juni 1945 vroeg PvdA-premier Wim Schermerhorn Mansholt aan het eerste naoorlogse kabinet deel te nemen als minister van Landbouw, Visserij en Voedselvoorziening. Hij was met zijn 37 jaar de jongste minister. Hij was aangesteld vanwege zijn goede organisatorische kwaliteiten en hem werd gevraagd om de voedselvoorziening weer op orde te brengen, daar bij zijn aanstelling nog voor één week voedsel in Nederland was. Met een krachtig inkoopbeleid, strakke voedseldistributie en beheersing van de prijs wist hij de situatie te stabiliseren. Hierbij speelde mee dat zijn neef Stephanus Louwe Louwes de leiding had over het nog goed functionerende directoraat-generaal van de Voedselvoorziening. Hoewel Mansholt aanvankelijk van plan was om slechts twee jaar minister te blijven, vond hij het werk zo interessant en zinvol, dat hij ook in de jaren erop besloot minister te blijven. Mansholt nam deel aan zes kabinetten: Schermerhorn-Drees in 1945; Beel in 1946; Drees-Van Schaik in 1948, en nog drie kabinetten Drees: kabinet-Drees I in 1951, kabinet-Drees II in 1952 en kabinet-Drees III in 1956.
Tijdens zijn langjarig ministerschap hield hij zich, na de voedselvoorziening te hebben hersteld, bezig met het moderniseren van de landbouw. In 1950 ontwierp hij een plan. Hij begon in nauwe samenwerking met de Stichting voor de Landbouw (in 1954 hernoemd tot het Landbouwschap) met de vaststelling van gegarandeerde minimumprijzen voor de belangrijkste Nederlandse landbouwproducten, gecombineerd met de invoering van importheffingen en vergoedingen (restituties) voor exportproducten. Om de productiviteit te verhogen, werd ook veel geld geïnvesteerd in onderzoek en onderwijs, zette hij in op schaalvergroting en de komst van machines. In zijn beleid kwam zijn sociaaldemocratische inslag duidelijk tot uiting; hij wilde dat, net als in andere bedrijfstakken, elke boer die economisch verantwoord bezig was in zijn bedrijf het recht had op een goed bestaan, vakantie en de mogelijkheid om zich ook cultureel te ontwikkelen.
Mansholt kreeg veel voor elkaar en in de loop der jaren kreeg hij ook het economisch tij mee. Er was weinig kritiek en hij kreeg zelfs lof voor zijn beleid vanuit de boerenorganisaties, die doorgaans onderdeel vormden van de christelijke partijen. Op congressen van de PvdA liet hij wel duidelijk zijn voorliefde voor de socialistische grondpolitiek horen, maar eenmaal in de regering streefde hij altijd naar compromissen. Binnen de ministerraad stond hij voor zijn boerenzaak en ging daarbij confrontaties niet uit de weg. Zo waren begrotingsonderhandelingen voor hem een belangrijke zaak, waarbij zijn uithoudingsvermogen als legendarisch werd beschouwd.

### Plan Europese integratie landbouwbeleid

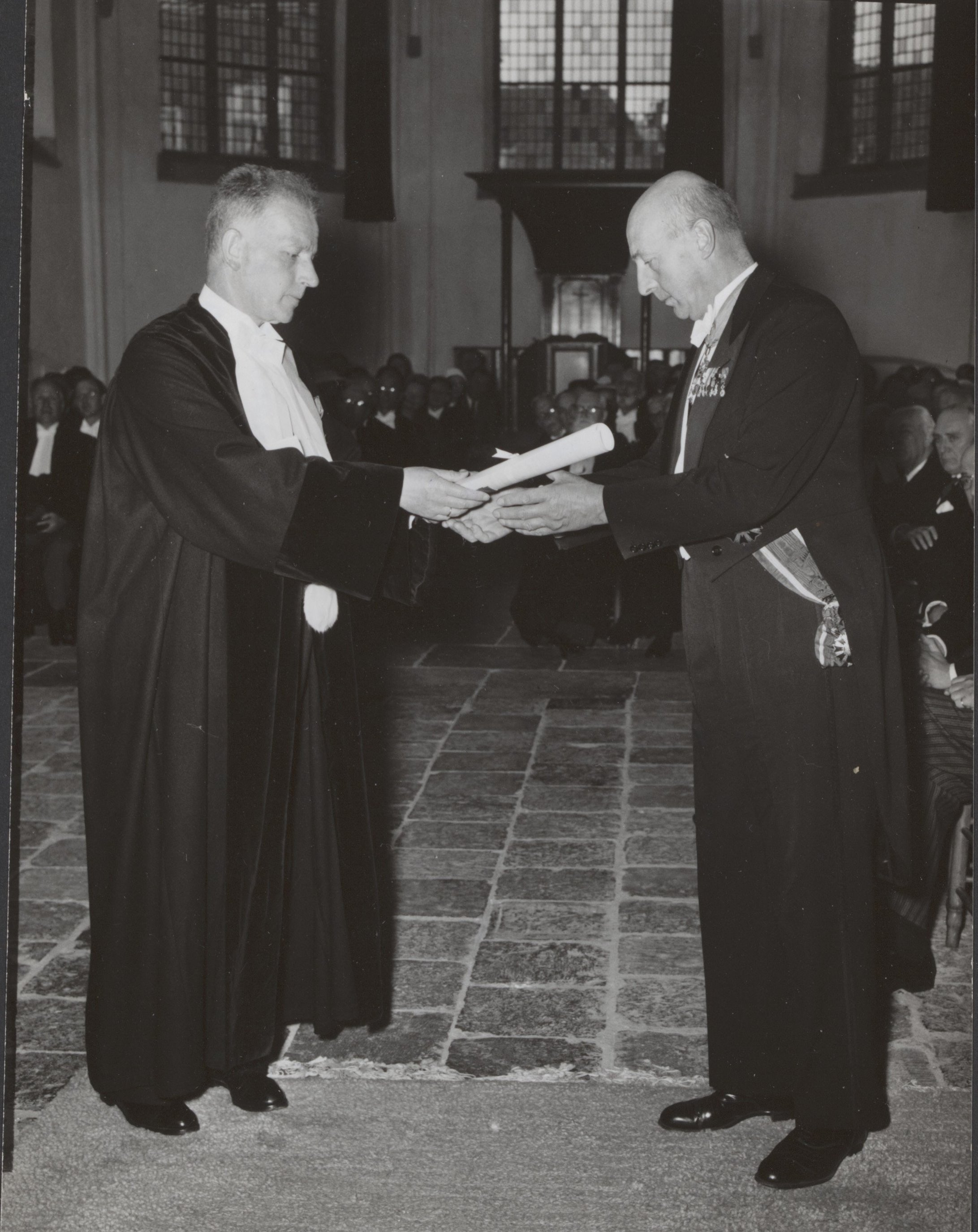
Wagenings eredoctoraat voor Mansholt (1956)

Begin jaren 1950 begonnen de effecten van zijn succesvolle landbouwbeleid echter wat in te boeten, omdat ook andere landen protectionistische maatregelen gingen nemen ten behoeve van de binnenlandse landbouw. Mansholt ontwikkelde daarom in 1950 een plan voor het opzetten van een gemeenschappelijk markt voor agrarische producten met een bovenstatenlijke bestuursstructuur. Door interne tegenstellingen in Europa konden zijn ideeën niet rekenen op veel steun, zodat in 1953 de onderhandelingen hierover strandden. Mansholt was er echter van overtuigd dat een Europese markt de toekomst had en in de verschillende Nederlandse ministerraden waarvan hij deel uitmaakte was hij steeds een groot voorstander van Europese integratie.
Voor zijn verdiensten voor de landbouw kreeg hij op 9 oktober 1956 van de Landbouw Hogeschool in Wageningen een eredoctoraat. Rond 1956 begon echter ook de landbouw langzaam in te zakken en kreeg Mansholt in de Tweede Kamer vaak het verwijt dat dat zijn schuld was, omdat hij zich meer voor Europees dan voor nationaal landbouwbeleid zou inzetten. Ook kreeg hij van zijn politieke tegenstanders kritiek op het feit dat hij, om in contact te blijven met zijn doelgroep, een soort klankbordgroep van politieke adviseurs had, die veelal van PvdA-huize waren en zich dus volgens tegenstanders met de politiek 'bemoeiden'. Ten slotte kwam ook zijn positie binnen het kabinet steeds verder onder druk te staan doordat hij steeds vaker afwijkende opvattingen vertolkte en soloacties verrichtte. Toen Mansholt uiteindelijk vertrok naar zijn Europese betrekking, zou Willem Drees tegen een collega hebben gezegd: "We zijn hem gelukkig eindelijk kwijt".

## Europees Commissaris voor landbouw
In 1958 kreeg Mansholt alsnog de kans om zijn plan voor een gemeenschappelijke landbouwmarkt te verwezenlijken. Hij werd gekozen als een van de commissarissen van de pas opgerichte Europese Commissie in de Europese Economische Gemeenschap en kreeg het beleidsterrein landbouw onder zijn hoede. In deze functie werkte hij 15 jaar aan een modernisering van de landbouw in de zes lidstaten, België, de Bondsrepubliek Duitsland, Frankrijk, Italië, Luxemburg en Nederland. Mansholt was de geestelijke vader van het Gemeenschappelijk landbouwbeleid. Subsidiëring van de landbouw vormde voor Mansholt een oplossing voor het traditionele socialistische vraagstuk tot welke klasse de agrarische bevolking behoort; de linkse socioloog Karl Marx had dat de Agrarfrage genoemd. De subsidies zouden er aan kunnen bijdragen dat de mensen werkzaam op de kleinere boerenbedrijven tot de arbeidersklase zouden kunnen worden gerekend, meende Mansholt. Zo konden ze een relatief vast inkomen hebben en deel worden van de burgerlijke cultuur die voor arbeiders openstond, zoals vakanties. Een belangrijk onderdeel van het tot de klasse "arbeider" maken van boeren was, dat Mansholt vond dat de staat alle grond tegen een redelijke prijs van de boeren zou moeten opkopen, en dat de boeren daarop pachter zouden worden, waardoor de staat zou kunnen bepalen wat, en hoeveel er verbouwd zou gaan worden.
Als landbouwcommissaris was Mansholt een van de centrale beleidsmakers in de EEG. Van de derde en laatste Commissie waarvan hij deel uitmaakte (1968 - 1973) was hij ook vicevoorzitter. Toen voorzitter Franco Maria Malfatti in 1972 aftrad om zich thuis bezig te houden met de Italiaanse verkiezingen, werd hij gedurende 7 maanden voorzitter van de Europese Commissie. Hij had in die periode te Brussel een korte relatie met de 39 jaar jongere Petra Kelly, later een van de oprichters van Die Grünen. Hij keerde na zijn voorzitterschap terug naar zijn vrouw en de kapitale boerderij in het Drentse Wapserveen, waar het echtpaar zich na zijn pensionering gevestigd had.

## Terugtreden
In de periode na zijn pensionering raakte hij geïinteresseerd in het werk van de in 1968 opgerichte Club van Rome die in 1972 met het baanbrekende rapport "Grenzen aan de groei" kwam en daarmee wereldwijd veel aandacht kreeg. Mansholt kreeg een andere visie op de invoering van de landbouwsubsidies en schaalvergroting. Maar zijn pogingen om daar verandering in aan te brengen stuitten onder andere af op verzet van de boeren die inmiddels in groten getale afhankelijk waren geworden van subsidie uit Brussel.
Van 1984 tot 1985 was Sicco Mansholt voorzitter van het Humanistisch Vredesberaad (HVB).

## Wetenswaardigheden

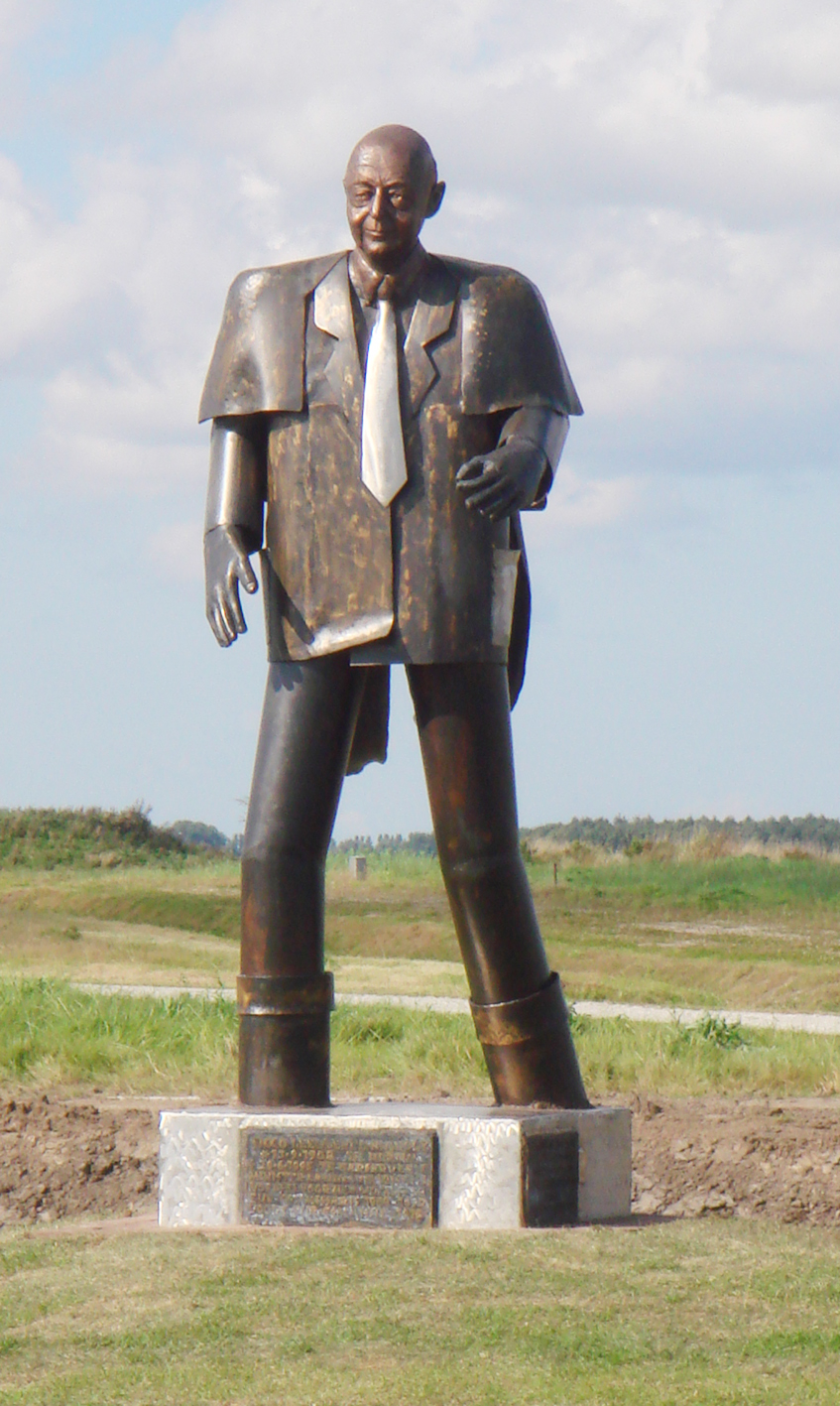
In de gemeente Oldambt in Blauwestad staat het levensgrote standbeeld van Sicco Mansholt ter ere van zijn honderdjarige geboortedag

- In 1954 werd de behandeling van de landbouwbegroting uitgesteld omdat minister Mansholt deelnam aan de Elfstedentocht. Hij zou deze voor de tweede keer uitrijden.
- Sicco Mansholt werd bij verstek veroordeeld tot een boete van ƒ 300 vanwege zijn deelname aan een illegale radio-uitzending op 25 mei 1981 van 'De Rooie Parel' in het Drentse Havelte, samen met o.a. de latere minister van defensie en Commissaris van de Koningin van Drenthe Relus ter Beek. De boete is overigens vergoed door de VARA, die deze uitzending beschouwde als een pleidooi voor lokale omroep.
- Sinds 2002 wordt elke twee jaar de Mansholtprijs uitgereikt voor innovatieve en inspirerende ideeën in de landbouw. In 2002 ging de prijs naar Slow Food; in 2004 ging de prijs naar Euro-commissaris van landbouw en visserij Franz Fischler. In 2007 kreeg Jan Huijgen de prijs voor zijn demonstratieboerderij de Eemlandhoeve. De prijs bedraagt € 25.000,-
- In Blauwestad staat sinds 13 september 2008 een standbeeld van Sicco Mansholt van de hand van beeldhouwer Marten Grupstra.
- Mansholt verkreeg voor zijn bijdrage aan het eenwordingsproces van Europa de bijnaam 'Koning van Europa', maar die was volgens sommige bronnen vooral bedoeld als schampere scheldnaam.[6]
- De cineast Louis van Gasteren was persoonlijk bevriend met Sicco Mansholt. Ter ere van diens 100ste geboortedag maakte hij de 21-minuten durende film Van Boer tot Eurocommissaris over het leven van Mansholt en op 12 november 2009 ging in de Grote Kerk in Den Haag de film Overstag in première.
- Sinds 2005 beschikt de faculteit Ruimtelijke Wetenschappen van de Rijksuniversiteit Groningen over de Mansholt-leerstoel, een zogeheten bijzondere leerstoel die is ingesteld op verzoek van de Stichting voor Hoger Landbouw Onderwijs (VHLO) en die als doel heeft de sociaal-ruimtelijke ontwikkeling van plattelandsgebieden in Noord-Nederland en in het bijzonder de Gronings-Drentse Veenkoloniën te bevorderen.